# Novlimbă
Novlimba sau nouvorba (în engleză Newspeak, germană Neusprech, franceză Novlangue) este, în romanul politico-fantastic O mie nouă sute optzeci și patru / 1984 de George Orwell (publicat în 1949), o limbă fictivă, agramată și « curățată » de toți termenii susceptibili de a da de gândit vorbitorilor și cititorilor, îndeosebi de cei care ar putea vehicula noțiuni de morală sau idei critice (inclusiv însăși noțiunea de «a critica») despre regimul politic totalitar din roman, numit «Oceania». Novlimba / nouvorba este destinată să înlocuiască Fostlimba sau Vechivorba (Oldspeak în engleză, Altsprach în germană, Ancilangue în franceză): «limba învechită», bună pentru «lada de gunoi a istoriei», a civilizației și culturii.

## Dubla semnificație
Una din caracteristicile nouvorbei din romanul „O mie nouă sute optzeci și patru” este dubla semnificație.
Dubla semnificație a cuvintelor, specifică novlimbii / nouvorbei, împiedică orice gândire critică și, prin urmare, orice contraargument. De vreme ce același cuvânt are sensuri diferite când este vorba de un tovarăș credincios al Partidului unic sau de un cetățean mai dubios, este imposibil de criticat tovarășul, sau de lăudat cetățeanul, așa cum reiese din exemplul cuvântului « albnegru ». Când este vorba de tovarăș credincios, « albnegru » exprimă alinierea totală a respectivului la linia Partidului, până a accepta că negrul e alb, dacă așa este linia; în schimb, când este vorba de cetățeanul dubios, « albnegru » exprimă spiritul de contrazicere a faptelor la acesta din urmă (partidul spune că negrul e alb, dar cetățeanul se încăpățânează să pretindă că « albul » ar fi negru).
Altă caracteristică a nouvorbei / novlimbii este asocierea sistematică a două cuvinte diferite într-unul singur, astfel încât conceptul unuia să nu mai poată fi disociat de celălalt: « Minadev » (propaganda și ideologia oficială a « Ministerului Adevărului »), « Crimgând » (orice gândire dinafara « Minadevului »), « Bunsex » (raport sexual rapid și fără plăcere, cu scop exclusiv procreativ), « Crimsex » (orice manifestare fizică a dorinței sau a dragostei înafara « Bunsexului ») ș.a.m.d.

## Novlimbile române
Prin extindere, forurile academice și corpul didactic din România socotesc drept novlimbi ale limbii române:
- jargoanele voluntar complexificate până a deveni ininteligibile, ale anumitor filozofi sau experți din diferite domenii,
- limbajul proletcultist,
- tentativele din Moldova sovietică de a crea o « limbă moldovenească » formată dintr-un amestec între limba rusă și graiul moldovenesc al limbii române[2]
- limbajele agramate care nu mai integrează cuvintele noi sau străine (cum limba română a integrat de exemplu meci, șine, tramvai sau picamăr) ci le împrumută în felul limbilor tribale fără tradiție scrisă (cum este cazul cu majoritatea termenilor moderni legați de comerț, informatică și modă)[3]. Astfel, fraza engleză : Click on the link below to download the files s-ar traduce în română prin : Clichează pe legătura de mai jos pentru a transfera fișierele dar se traduce în novlimba angloromână : Click pe linkul de mai jos pentru a downloada filele. În domeniul comercial, novlimba română produce fraze ca aceasta : În perioada 25-29 iunie are loc festivalul România Fashion și Fitness Week, organizat de divizia de fashion a RTC Holding Collections : veți găsi în Magazinul online de confecții, cele mai noi tendințe în: Îmbrăcăminte fitness, Haine fashion, Haine Femei, Haine Damă, Gravide, Îmbrăcăminte copii, Promoții, Rochii, Bluze, Produse Noi cu look Fashion și Style, iar pe Site-ul nostru veți putea consulta rubricile: Zona Beauty · Lifestyle și Artă · People și Celebrități.
- în general tendința din România (mai puțin în Republica Moldova) de a prefera denumirile străine celor românești existente, izvorâtă din snobismul care consideră denumirile românești ca făcând parte dintr-o Vechivorbă / Fostlimbă[4].

```
exemplu de nou limba 
'
crestere negativa'
Text cursiv'
 
crestere zero

sensul cuvantului crestere este in contradictie cu 
negativ
 care de cele mai multe poate fi asimilat cu 
scaderea
 
regresul
 ...  
stagnare
```